# Campeonato Nacional da III Divisão de Voleibol Masculino
O 3ª Divisão é a terceira competição de clubes de voleibol masculino de Portugal. O Campeonato é organizado pela Federação Portuguesa de Voleibol (FPV) 

## Campeonato Nacional da III Divisão masculino
| 2016–17 | GD Martingança          |
| 2015–16 | CN Ginástica (B)        |
| 2014–15 | CN Ginástica            |
| 2013–14 | VC Viana                |
| 2012–13 | GC Stº Tirso            |
| 2011–12 | CA Madalena             |
| 2010–11 | Vitória SC (B)          |
| 2009–10 | CIR Laranjeiro          |
| 2008–09 | CDRJ Anreade            |
| 2007–08 | UTAD                    |
| 2006–07 | VC Viana                |
| 2005–06 | AA Universidade Madeira |
| 2004–05 | CCR Maceda              |
| 2003–04 | CF Aliança              |
| 2002–03 | CD Ribeirense (B)       |
| 2001–02 | SC Espinho (B)          |
| 2000–01 | CDUP                    |
| 1999–00 | AA Coimbra              |
| 1998–99 | GC Vilacondense         |
| 1997–98 | SL Benfica              |
| 1996–97 | CD Póvoa                |
| 1995–96 | VC Viana                |
| 1994–95 | CD Fiães                |
| 1993–94 | GDC Gueifães (B)        |
| 1992–93 | Castelo Maia GC (B)     |
| 1991–92 | CCD Aldeia Nova         |
| 1990–91 | SC Matosinhos           |
| 1989–90 | Mosteiro FC             |
| 1988–89 | CF Aliança              |
| 1987–88 | Mosteiro FC             |
| 1986–87 | Desp. Francisco Holanda |
| 1985–86 | CD Nacional             |
| 1984–85 | CD Póvoa                |
| 1983–84 | CD Póvoa                |
| 1982–83 | Sporting CP             |
| 1981–82 | Col. S. João Brito      |
| 1980–81 | GD Basquete Leça        |
| 1979–80 | GDC Gueifães            |
| 1978–79 | Col. Int. Carvalhos     |
| 1977–78 | GD Bairro Latino        |
| 1976–77 | SC Esmoriz              |
| 1975–76 | GD Basquete Leça        |
| 1974–75 | Banco Pinto SM          |
| 1973–74 | Castelo Maia GC         |
| 1972–73 | Clube Infante Sagres    |